# Mittelstetten (Oberbayern)
Mittelstetten (Oberbayern) este o comună din landul Bavaria, Germania.